# NEM-Schacht
Der NEM-Schacht ist eine Aufnahme für austauschbare Kupplungsköpfe nach den Normen Europäischer Modellbahnen, abgekürzt NEM.
Um an Modelleisenbahnen Kupplungen unterschiedlicher Hersteller anbringen zu können, wurde in den Normen Europäischer Modellbahnen (NEM) eine einheitliche Kupplungsaufnahme für Kupplungsköpfe vereinbart. In der verbindlichen Norm NEM 362 wird eine Kupplungsaufnahme für die Nenngröße H0, Nenngröße S und Nenngröße 0 festgelegt, und in der Empfehlung NEM 355 wird eine einheitliche Kupplungsaufnahme für Nenngröße N und die Nenngröße TT vorgeschlagen, wobei bestehende Schutzrechte zu beachten sind.

## Normen
- NEM 355: Aufnahme für austauschbare Kupplungsköpfe in Nenngröße N und TT
- NEM 362: Aufnahme für austauschbare Kupplungsköpfe in Nenngröße H0, S und 0
- NEM 363: Aufnahme für austauschbare Kupplungsköpfe in Nenngröße H0, bei beengten Einbauverhältnissen